# Combre
Combre is een gemeente in het Franse departement Loire (regio Auvergne-Rhône-Alpes) en telt 352 inwoners (2005). De plaats maakt deel uit van het arrondissement Roanne.

## Geografie
De oppervlakte van Combre bedraagt 4,0 km², de bevolkingsdichtheid is 88,0 inwoners per km².
De onderstaande kaart toont de ligging van Combre met de belangrijkste infrastructuur en aangrenzende gemeenten.

## Demografie
Onderstaande figuur toont het verloop van het inwonertal (bron: INSEE-tellingen).